# 安東·米蘭丘克
安東·安德烈耶维奇·米蘭丘克（俄語：Антон Андреевич Миранчук；1995年10月17日—）是俄羅斯的一位職業足球運動員。他在場上的位置是中場。米蘭丘克現在效力於俄羅斯足球超級聯賽球隊莫斯科火車頭。他也代表俄羅斯國家足球隊參加國際賽事。他的雙胞胎兄弟阿列克謝·米蘭丘克也是一位足球運動員。

## 榮譽

### 球會
莫斯科火車頭
- 俄羅斯足球超級聯賽冠軍：2017-18賽季
- 俄罗斯杯冠軍：2014-15，2016-17，2018-19賽季
- 俄羅斯超級盃冠軍：2019年

## 外部連結
- Profile by Russian Premier League （页面存档备份，存于）
- Soccerway資料庫：安東·米蘭丘克